# Robert Luketic
Robert Luketić (1. studenoga 1973.) je australski filmski redatelj. Režirao je filmove Monster In Law, Plavuša s Harvarda i 21, Paranoja, Lovac na glave, Ubojice...

## Životopis
Rođen u Sydneyu (Novi Južni Wales, Australija) od majke Talijanke i oca Hrvata, rodom iz Ogulina gdje je i sam Robert živio od svoje treće do šeste godine života. Robert, najstarije od dvoje djece, ima mlađu sestru Marie (Mariju) Luketic. Njegovi roditelji su za vrijeme boravka u Ogulinu usvojili i dječaka Vedrana, Robertovog usvojenog brata koji je mlađi četiri godine od njega i ime si je prije nekoliko godina službeno promijenio u Jack Luketic. Bratov je PR manager. Robert je rano usavršio filmsku karijeru osvojivši s tek navršenih 15 godina svoju prvu nagradu za "Najbolji film" na filmskom festivalu ATOM. Studirao je na Victorian College of Arts – School of Film and Television (VCA), jednoj od najprestižnijih filmskih škola u Australiji. Danas mu čitava obitelj živi u Los Angelesu, a očevi roditelji su također još živi i oni dan danas žive u Ogulinu, a u mjestu Luketići nedaleko od samog Ogulina imaju veliko obiteljsko imanje s konjima.

## Karijera
Luketic je prvo privukao pozornost Hollywooda svojim nagrađivanim kratkim filmom Titsiana Booberini.
Između ostalih filmova, režirao je i komedije Plavuša s Harvarda (2001), Gola istina (2009). Samo neki od na početku navedenih filmova iz Luketicevog opusa su svi od reda bili blockbusteri. 
Robert Luketic snima u Monte Carlu svoj drugi u psihološki triler "The Voice of the World" koji se već sredinom lipnja, 2020. seli na set u Zagreb, potom Opatiju, grad njegova djetinjstva Ogulin i nešto scena će se snimati i u susjednoj Srbiji, točnije Beogradu. Prvi je to film koji će pratiti svjetski reality show "The Voice" koju vlasnica licence želi održati po cijelom svijetu, ali je u tome sputava mala beba. Kako joj je majka moćna žena FOX TV-a savjetuje joj da show odradi na području bivše Jugoslavije jer da će joj to donijeti gledanost. Već s prvom emisijom utvrđuje se da je majka imala pravo. Ona show prepušta majci, a ona s bebom odlazi u Monte Carlo pronaći oca svoga djeteta. Međutim finalisti showa prvo jedan po jedan nestaju, a nedugo potom policija ih pronalazi mrtve i to na različite i brutalne načine... Sumnja pada na najpopularnijeg ali najpovučenijeg finalistu... Osim dobrom stranom glazbom film će obilovati i pjesmama s područja ex YU. Robert Luketic po drugi puta surađuje s Jennifer Lopez koja će tumačiti vlasnicu licence Voicea, a s kojom je prije 15 godina snimao komediju "Monster-in-Law" u nas preveden kao "Za sve je kriva svekrva". Uz nju glavne su uloge podijeljene; Emma Roberts, Billie Lourd, James Franco, Channing Tatum, Winona Ryder, Sascha Malkovich i Joan Collins. Ovaj film će popularnoj Alexis iz "Dinastije" biti oproštaj od TV i filmskih kamera, iako je poznato da je ona svoj posljednji kino filmski hit snimila prije točno 20 godina, samo što je u distribuciju pušten 2001. godine, a riječ je o komediji sa samim legendama "Stari komadi " u kojoj su uz nju još igrale; Carrie Fisher (zanimljivo da je ona baka glumice Billie Lourd kojoj je Robert dao jednu od glavnih uloga), Shirley MacLaine i Elizabeth Taylor. Najmlađi član ekipe beba je romske nacionalnosti koja dolazi iz porodice Husejinović, a stara je nepunih šest mjeseci i glumi Lopezinog sina.

## Osobni život
Luketic trenutačno živi u Los Angelesu, SAD. U Hrvatskoj započinje snimanje svog najnovijeg filma "The Voice of the World" sredinom lipnja,2020. godine, a film će pratiti popularni istoimeni reality show kroz formu psihološkog - trilera koji uz komedije Luketicu vrlo dobro leže, poput njegova hita "Paranoja" u kojem igraju Liam Hemsworth, Gary Oldman, Amber Heard i Harrison Ford. "The Voice of the World" će se osim u Zagrebu i Opatiji snimati i u gradu njegova djetinjstva Ogulinu. Po drugi puta u karijeri, potpisuje i scenarij za film, a glavne je uloge dodjelo Jennifer Lopez s kojom je već surađivao na filmu "Monster In Law", Channingu Tatumu, Emmi Roberts, Jamesu Francu i Winoni Ryder i Joan Collins. Svake godine Robert bez puno pompe posjeti baku i djeda u Ogulinu. Trenutno je u vezi s jednom hollywoodskom glumicom. Valja spomenuti da je Robert prvi puta u Hrvatsku došao snimati film 2009. godine i to remake popularnog trash filma "Barbarella", no s malim budžetom film nikada nije završio, ali zato sa svojim drugim pokušajem u Hrvatskoj igra na sigurno. Budžet filma "The Voice of the World" je oko 120 milijuna dolara, čime će ujedno i biti najskuplji film ikada sniman u nas.

## Vanjske poveznice
- Filmografija na IMDb